# 대정초등학교 (제주)
대정초등학교는 대한민국 제주특별자치도 서귀포시 대정읍 상모리에 있는 공립 초등학교이다.

## 학교 연혁
- 1908년 10월 19일 사립한일학교 개교(안성리, 설립인가 6월 22일)
- 1911년 6월 22일 공립대정보통학교(4년제) 인가
- 1931년 3월 31일 현 부지로 이전
- 1937년 5월 1일 6년제로 인가
- 1938년 4월 1일 대정공립심상소학교로 교명 변경
- 1941년 4월 1일 대정공립국민학교로 교명 변경
- 1950년 6월 1일 대정국민학교로 교명 변경
- 1969년 3월 31일 대정서국민학교 분리 개교
- 1984년 3월 15일 병설유치원 개원
- 1996년 3월 1일 교명 변경(대정초등학교)
- 2003년 4월 10일 죽천 장학회 설립
- 2006년 9월 6일 체육관 "백송관" 준공
- 2006년 11월 16일 병설유치원 신축
- 2007년 10월 13일 학교운동장 인조잔디 및 우레탄 시설
- 2008년 10월 19일 개교 100주년 기념행사
- 2010년 3월 19일 급식소 "우정관" 준공
- 2011년 9월 8일 영재학급 1학급 인가 운영
- 2014년 9월 26일 2014 JIBS 음악콩쿠르 오케스트라 부문 은상(2위) 입상[2][3]
- 2015년 11월 5일 본관동 외부도장공사
- 2016년 9월 1일 제36대 정이운 교장 부임
- 2017년 2월 10일 제105회 졸업(남 74명, 여 48명, 계 122명) 총 16,438명
- 2017년 3월 1일 제주형 자율학교(다혼디배움학교)지정(~'19.02.28.)
- 2017년 3월 1일 22학급 편성(특수학급 2포함)
- 2018년 1월 25일  제106회 졸업(총 졸업생 수 16,531명)
- 2018년 3월 1일  오영희 교장선생님 부임
- 2019년 1월 25일 제107회 졸업(총 졸업생 수16,609명)
- 2019년 3월 1일 22학급 편성(특수학급 2포함)
- 2019년 3월 1일 제주형 자율학교(다혼디배움학교)지정(~'23.02.28.)

## 참고 자료
- 대정초등학교 - 한국교육학술정보원 학교알리미